# Монголско диво магаре
Монголските диви магарета (Equus hemionus hemionus), наричани също гобийски кулани, са подвид кулани, едри бозайници от семейство Коне (Equidae).
Разпространени са в степните, полупустинни и пустинни райони на Гоби – на територията на Монголия и ограничени области в Китай. Хранят се главно с трева. Подвидът е почти застрашен, като популацията му се оценява на около 46 хиляди индивида.